# Vaterpolska reprezentacija SR Njemačke

## Uspjesi

### Olimpijske igre
brončano odličje na OI 1984. u Los Angelesu

### Svjetska prvenstva
brončano odličje na svjetskom prvenstvu 1982. u Guayaquilu

### Europska prvenstva
zlatno odličje na europskom prvenstvu 1981. u Splitu
zlatno odličje na europskom prvenstvu 1989. u Bonnu
brončano odličje na europskom prvenstvu 1985. u Sofiji

## Poznati igrači
- Hagen Stamm

## Poznati treneri
- Nicolu Firou